# 尼崎市立下坂部小学校
尼崎市立下坂部小学校（あまがさきしりつ しもさかべしょうがっこう）は、兵庫県尼崎市下坂部一丁目にある公立小学校。

## 校章
現在の校章は1936年（昭和11年）、所在地の川辺郡小田村が尼崎市に合併された際制定された。旧校章の中央に尼崎市章を置いたもの。

## 沿革
- 1877年（明治10年）12月6日 - 小懇田小学校創立。この日を創立記念日とする[2]。
- 1887年（明治20年）4月1日 - 小学校令改正に基づき、小懇田簡易小学校が設置される。
- 1891年（明治24年）4月1日 - 小田尋常小学校が設置される。
- 1892年（明治25年）4月1日 - 小懇田小学校に改称。
- 1900年（明治33年）4月1日 - 小田第一尋常高等小学校に改称。
- 1906年（明治39年）4月1日 - 小田尋常高等小学校に改称。
- 1907年（明治40年）4月1日 - 小田第一尋常小学校に改称。
- 1911年（明治44年）4月1日 - 小田第一尋常高等小学校に改称。
- 1931年（昭和6年）4月1日 - 小田第一尋常小学校に改称。
- 1936年（昭和11年）4月1日 - 所在地だった小田村、尼崎市に合併。尼崎市立下坂部尋常小学校に改称。校章を改める。
- 1940年（昭和15年）4月1日 - 浜尋常高等小学校を新設、校区の一部を分離する。
- 1941年（昭和16年）4月1日 - 下坂部国民学校に改称。
- 1945年（昭和20年）12月 - 戦火により焼失した旧浜国民学校の校区を編入。
- 1947年（昭和22年）4月1日 - 尼崎市立下坂部小学校と改称。
- 1948年（昭和23年）9月1日 - 浜小学校が再建。校区を再び分離する。
- 1950年（昭和25年）4月1日 - 校歌を制定。
- 1959年（昭和34年）4月1日 - 潮小学校新設により、校区を一部分離。
- 1968年（昭和43年）
  - 2月11日 - 村岡町立村岡小学校と南北姉妹校提携。
  - 4月1日 - 小園小学校新設により、校区を一部分離。
- 1976年（昭和51年） - 創立100周年記念式典を挙行。
- 1994年（平成6年）- 9月16日 コンピュータ室を新設。

## 通学区域
- 次屋1丁目（5～8番・17～29番）・2丁目（3～28番）、下坂部1丁目・2丁目（1～4番・6～24番・26～31番）・3丁目（1番〈15～56号〉・2番〈4～67号〉・3～4番・9～20番）・4丁目（7～8番）、上坂部3丁目（38番〈3～7号〉）、久々知1丁目（1番〈2～29号〉・2番〈11～21号〉・3～4番・14～33番）・2丁目・3丁目（1～26番）、潮江2丁目（22番〈14～22号〉・24番〈7～22号〉・25～27番・30～39番）・3丁目（9～22番）・4丁目（1番・2番〈18～41号〉）、浜3丁目（1番〈1～13号・16号・35～38号〉・2番〈1～16号・24～27号〉、3番〈1～8号・21～25号〉）[3]

## 進学先中学校
- 尼崎市立小田北中学校[3]

## アクセス
- 西日本旅客鉄道（JR西日本）尼崎駅から北へ約1km。

## 通学区域が隣接している学校
- 尼崎市立浜小学校
- 尼崎市立潮小学校
- 尼崎市立名和小学校
- 尼崎市立上坂部小学校
- 尼崎市立園田南小学校
- 尼崎市立小園小学校